# ハイニッシュ・ユニバース
ハイニッシュ・ユニバース（Hainish Universe）は、アーシュラ・K・ル＝グウィンによる一連の作品で描かれる世界である。

## 概要
惑星ハインに住む古代ハイン人は高度な文明を持ち、居住可能な多くの惑星に人間型生命種をまいて植民を行なっており、地球も植民地の一つとされている。
ハイン人の文明は一度は衰退し、植民惑星の記憶も失われたが、その後、再興したハイン人たちは失われた植民惑星の探索を始め、地球を含むかつての植民惑星を発見していく。それぞれの住人は長い年月の中で独自の文化を発達させていた。
そうした惑星の一つで発展した物理理論に基づいて開発された即時通信システム「アンシブル」や光速度での星間航法によって宇宙連合が結成されるが、やがて星間での戦争が勃発する。
何世紀にもわたる戦いで連合は崩壊するが、文明を再興した宇宙連合エクーメンは再び、様々な惑星に使節を送って同盟を結ぶことを試みる。

## 作品
ハイニッシュ・ユニバースに属する主要な作品と時系列は以下の通り（括弧内は発表年）。
- 『所有せざる人々』　西暦2300年（1974年）
- 『世界の合い言葉は森』　西暦2368年（1972年）
- 『ロカノンの世界』　西暦2684年、連合歴334年（1966年）
- 『辺境の惑星』　西暦3755年、連合歴1405年（1966年）
- 『幻影の都市』　西暦4370年、連合歴2020年（1967年）
- 『闇の左手』　西暦4870年、連合歴2520年、エクーメン歴1491年（1969年）

また上記以外に以下の短編がハイニッシュ・ユニバースに属するとされる。ただし「世界の誕生日」についてはル＝グウィンは「エクーメンの世界に舞台をおいたかもしれないし、おいていないかもしれない」と述べている。
- 『九つのいのち』（1969年）
- 『冬の王』（1969年）
- 『帝国よりも大きくゆるやかに』（1971年）
- 『革命前夜』（1974年）
- 『内海の漁師』（1994年）
- 『孤独』（1994年）
- 『セグリの事情』（1994年）
- 『古い音楽と女奴隷たち』（1994年）
- 『求めぬ愛』（1994年）
- 『愛がケメルを迎えしとき』（1995年）
- 『赦しへの四つの道』（1995年）
- 『山のしきたり』（1996年）
- 『言の葉の樹』（2000年）
- 『世界の誕生日』（2000年）